# Carlo Montanari (dirigente sportivo)
Carlo Montanari (Forlì, 27 agosto 1923 – Bologna, 27 febbraio 2012) è stato un dirigente sportivo italiano.

## Carriera
È considerato il primo direttore sportivo del calcio italiano.
La sua prima esperienza è stata al Milan, negli anni 1950. Successivamente ha prestato servizio a società come il Bologna per tre volte, la Fiorentina, la Pistoiese, l'Avellino e il Catania.
Nel 1984 torna al Milan con cui lavora fino agli anni 2000.
È stato anche Presidente dell'A.Di.Se, l'associazione dei dirigenti calcistici, contribuendo al loro riconoscimento come figura professionale.